# サンタ・ジュレッタ
サンタ・ジュレッタ（伊: Santa Giuletta）は、イタリア共和国ロンバルディア州パヴィーア県にある、人口約1,500人の基礎自治体（コムーネ）。

## 地理

### 位置・広がり

#### 隣接コムーネ
隣接するコムーネは以下の通り。
- バルビアネッロ
- モルニーコ・ロザーナ
- ピエトラ・デ・ジョルジ
- ピナローロ・ポー
- レダヴァッレ
- ロベッコ・パヴェーゼ
- トッリチェッラ・ヴェルツァーテ

### 気候分類・地震分類
気候分類では、zona E, 2628 GGに分類される。
また、イタリアの地震リスク階級 (it) では、zona 3 (sismicità bassa) に分類される
。

## 行政

### 分離集落
サンタ・ジュレッタには、以下の分離集落（フラツィオーネ）がある。
- Castello, Manzo, Monteceresino, Orto, Pizzolo

## 姉妹都市
- モーレス、イタリア